# Bothrogonia
Bothrogonia — рід цикадок із ряду клопів.

## Види
До роду відносять такі види:
- Bothrogonia addita (Walker, 1851)
- Bothrogonia albidicans (Walker, 1858)
- Bothrogonia ferruginea (Fabricius, 1787)
- Bothrogonia japonica Ishihara, 1962